# 1re cérémonie des International Indian Film Academy Awards
La 1re cérémonie des International Indian Film Academy Awards s'est déroulée en 2000 au Dôme du millénaire de Londres, et a récompensé les performances des artistes du cinéma indien.

## Palmarès

### Récompenses populaires
| Catégorie                               | Lauréat                                                                |
| --------------------------------------- | ---------------------------------------------------------------------- |
| Meilleur film                           | Hum Dil De Chuke Sanam de Sanjay Leela Bhansali                        |
| Meilleur réalisateur                    | Sanjay Leela Bhansali (Hum Dil De Chuke Sanam)                         |
| Meilleur acteur                         | Sanjay Dutt (Vaastav (en))                                             |
| Meilleure actrice                       | Aishwarya Rai (Hum Dil De Chuke Sanam)                                 |
| Meilleur acteur dans un second rôle     | Anil Kapoor (Taal)                                                     |
| Meilleure actrice dans un second rôle   | Sushmita Sen (Biwi No. 1)                                              |
| Meilleur acteur dans un rôle de méchant | Naseeruddin Shah (Sarfarosh)                                           |
| Meilleur acteur dans un rôle comique    | Anil Kapoor (Biwi No. 1)                                               |
| Meilleure histoire                      | Pratap Karvat et Sanjay Leela Bhansali (Hum Dil De Chuke Sanam)        |
| Meilleur compositeur                    | A.R.Rahman (Taal)                                                      |
| Meilleur parolier                       | Anand Bakshi (hi) pour la chanson « Ishq Bina » (Taal)                 |
| Meilleur chanteur de playback           | Udit Narayan pour la chanson « Chand Chhupa » (Hum Dil De Chuke Sanam) |
| Meilleure chanteuse de playback         | Alka Yagnik pour la chanson « Taal se Taal » (Taal)                    |

### Récompenses spéciales
- Contribution exceptionnelle au cinéma indien : Shekhar Kapur
- Accomplissement exceptionnel dans le cinéma international : East is East de Damien O'Donnell
- Prix d'Excellence dans le cinéma international : Jackie Chan

### Récompenses techniques
| Catégorie                          | Lauréat                                                                                 |
| ---------------------------------- | --------------------------------------------------------------------------------------- |
| Meilleure photographie             | Anil Mehta (en) (Hum Dil De Chuke Sanam)                                                |
| Meilleur scénario                  | Sanjay Leela Bhansali (Hum Dil De Chuke Sanam)                                          |
| Meilleurs dialogues                | Amrik Gill (Hum Dil De Chuke Sanam)                                                     |
| Meilleur montage                   | V.N. Mayekar (Vaastav (en))                                                             |
| Meilleure direction artistique     | Kesto Mandal (Sarfarosh)                                                                |
| Meilleure chorégraphie             | Saroj Khan sur la chanson « Nimbooda » (Hum Dil De Chuke Sanam)                         |
| Meilleur son (film)                | Jeetendra Chaudhary (Hum Dil De Chuke Sanam)                                            |
| Meilleur son (chanson)             | Satish Gupta pour la chanson « Khaali Dil Naheen Jaan Bhi Yeh Mangda » (Kachche Dhaage) |
| Meilleur doublage                  | Sushmita Sen (Hum Dil De Chuke Sanam)                                                   |
| Meilleurs effets spéciaux          | Raj Taru - Video Sonic Ltd (Hindustan Ki Kasam)                                         |
| Meilleure musique d'accompagnement | Vishal Bhardwaj (Godmother (en))                                                        |
| Meilleurs costumes                 | Neeta Lulla (en) (Taal)                                                                 |
| Meilleur maquillage                | Jayanti Shevale (Hum Saath-Saath Hain - Salman Khan, Saif Ali Khan & Karisma Kapoor)    |